# Wolfgang Becker-Brüser

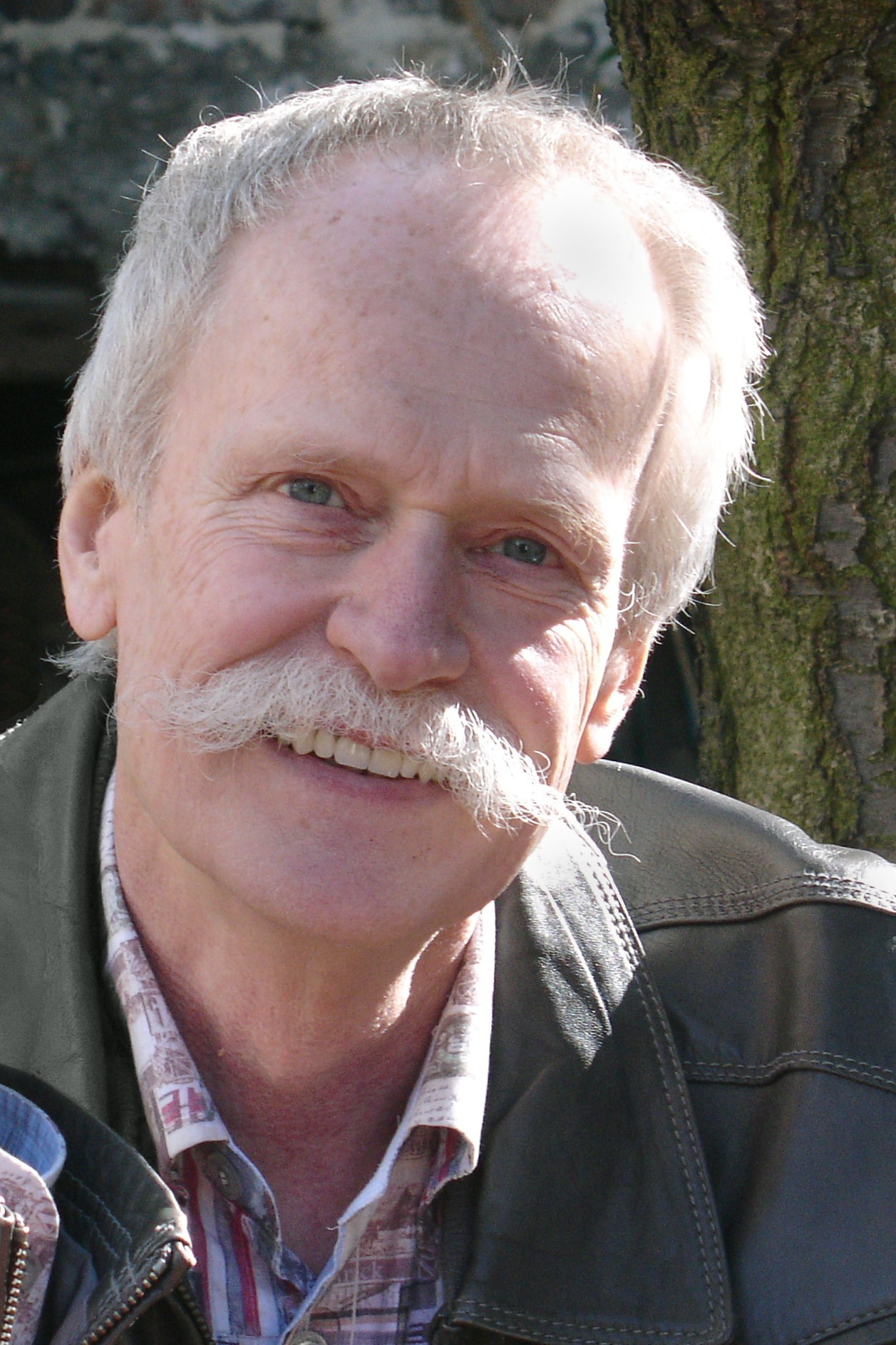
Wolfgang Becker-Brüser

Wolfgang Becker-Brüser (* 30. Mai 1949 in Essen) ist ein deutscher Arzt und Apotheker, Publizist und Verleger.

## Werdegang
Nach Schulzeit und einem zweijährigen Apothekenpraktikum in Essen studierte Wolfgang Becker-Brüser ab 1969 Pharmazie an der Freien Universität Berlin und anschließend Humanmedizin ebenfalls an der FU Berlin. Beide Studiengänge schloss er mit der Approbation ab. 1976 kam er zur A.T.I. Arzneimittelinformation Berlin GmbH, die unter anderem die unabhängige medizinische Fachzeitschrift arznei-telegramm herausgibt. Seit 1996 ist er Geschäftsführer der Gesellschaft sowie Herausgeber und Chefredakteur der Zeitschrift.
In den 1980er-Jahren war Becker-Brüser Mitherausgeber und Autor von Die Offizin. Pharmazie in der Praxis, einer Fachpublikation im Verlag Thieme. 2005 war er Mitbegründer der pharmakritischen Arznei- und Gesundheitszeitschrift Gute Pillen – Schlechte Pillen, die sich speziell an medizinische Laien wendet.
Becker-Brüser ist häufig Interviewpartner der Medien, von denen er auch als „pharmakritischer“ Experte zitiert wird. Im Zuge der Schweinegrippe im Jahr 2010 äußerte der Mediziner und Pharmazeut u. a. auch deutliche Kritik an dem zur Bekämpfung der Krankheit entwickelten Impfstoff, den Becker-Brüser als „Großversuch“ an der deutschen Bevölkerung einstufte. Während der Corona-Krise durch SARS-CoV-2 äußerte er gegenüber den schnell auf den Markt gebrachten Impfstoffen eine „gewisse Sorge“. Zu den Versprechungen von diversen Wundermitteln bezog Becker-Brüser eine klar ablehnende Position.

## Regionales Engagement
Becker-Brüser engagiert sich als Autor, Herausgeber und Verleger seit langem für die Geschichte des Berliner Stadtteils Steglitz. Dort befindet sich in einem Wasserturm auf dem städtischen Friedhof Bergstraße der Sitz der A.T.I. Arzneimittelinformation Berlin GmbH und der AVI Arzneimittel-Verlags GmbH, die 2019 in der A.T.I. aufging. Mehrere heimatkundlich orientierte Bücher sind in dem Verlag erschienen. Dazu zählt eine umfängliche Broschüre zur Historie und Bedeutung des Steglitzer Wasserturms, in der auch die Sanierung des verwahrlosten Gebäudes in einem Joint Venture durch Bezirksamt und Senatsbauverwaltung (Außenanlage) und Becker-Brüser (Innenbereich) nachgezeichnet wird. Regelmäßig lädt er am Tag des offenen Denkmals zu einem Vortrag über den von Hans Heinrich Müller entworfenen denkmalgeschützten Wasserturms ein.
Als Verleger publizierte er als Reprintausgabe den Roman Auf der Schwelle des Malers Walter Leistokow, dessen Ehrengrab in unmittelbarer Nähe des Steglitzer Wasserturms liegt. Das Buch Gräber und gelebtes Leben stellt den Friedhof an der Bergstraße vor und Das Stadtparkviertel in Steglitz resümiert die hundertjährige Geschichte und das Leben rund um eine bedeutsame Grünanlage im Südwesten Berlins. Auch das alphabetisch organisierte Steglitz-Lexikon ist in dem schwerpunktmäßig medizinisch-pharmazeutischen Verlag erschienen.

## Familie
Becker-Brüser ist mit der Biologin und Wissenschaftsjournalistin Elke Brüser verheiratet und hat mit ihr zwei erwachsene Kinder.

## Ehrungen
- 2011: Verdienstkreuz am Bande der Bundesrepublik Deutschland[10][11] „für die Schaffung von mehr Rationalität und Sicherheit bei der medikamentösen Therapie“.